# Первое правительство Шотана
Первое правительство Шота́на — кабинет министров, правивший Францией четыре дня с 21 февраля по 25 февраля 1930 года, в период Третьей французской республики, в следующем составе:
- Камиль Шотан — председатель Совета министров и министр внутренних дел;
- Аристид Бриан — министр иностранных дел;
- Рене Беснар — военный министр;
- Шарль Дюмон — министр финансов;
- Морис Пальмад — министр бюджета;
- Луи Лушё — министр труда, гигиены, благотворительности и социального обеспечения;
- Теодор Стег — министр юстиции;
- Альбер Сарро — морской министр;
- Шарль Даниэлу — министр торгового флота;
- Лоран Эйнак — министр авиации;
- Жан Дуран — министр общественных работ и искусств;
- Клод Галле — министр пенсий;
- Анри Кёй — министр сельского хозяйства;
- Люсьен Лямурё — министр колоний;
- Эдуар Даладье — министр общественных работ;
- Жюльен Дуран — министр почт, телеграфов и телефонов;
- Жорж Бонне — министр торговли и промышленности.